# Tony Buzan
Tony Buzan, właśc. Anthony Peter Buzan (ur. 2 czerwca 1942 w Londynie, zm. 13 kwietnia 2019) – brytyjski pisarz i konsultant edukacyjny.

## Życiorys
Kształcił się na Uniwersytecie Kolumbii Brytyjskiej. 
Był konsultantem agend rządowych oraz międzynarodowych korporacji (m.in. General Motors, IBM, Hewlett-Packard, Walt Disney). Założyciel Brain Trust Charity, Use Your Head/Brain Clubs, prezes Mind Sports Council. Jest również twórcą Memoriady (mistrzostw świata w zapamiętywaniu), Światowych Mistrzostw w Szybkim Czytaniu i współtwórcą Olimpiady Gier Umysłowych. Redagował „International Journal of MENSA” – magazyn międzynarodowego stowarzyszenia osób o wysokim ilorazie inteligencji.
Napisał ponad 82 książki, jest twórcą koncepcji map myśli (Mind Maps), myślenia promienistego (Radiant Thinking), umiejętności posługiwania się umysłem (Mental Literacy). Koncepcja map myśli była jednak kilkukrotnie podważana jako pseudonaukowa.
Otrzymał tytuł honorowego obywatela miasta Londynu.

## Publikacje
- Cykl „The Mind Set”:
  - Rusz głową
  - Pamięć na zawołanie”
  - „Podręcznik szybkiego czytania”
  - „Mapy twoich myśli”
  - „Master Your Memory”
- „Brain Training”
- „Synapsia”
- „Get Ahead”
- „Brain S£ll”
- „Super Sell”
- „BrainSmart Leader”
- „Sales Genius”
- „Mind Maps in Medicine”
- „The Brain Book”
- „Lessons from the Art of Juggling”
- „Buzan's Book of Mental World Records”
- „The Younger Tonge”
- „Brain Power for Kinds”
- „Teach Yourself Revision Guides”
- „Teach Yourself Literature Guides”